# Râul Valea Mânăstirii, Geoagiu
Râul Valea Mânăstirii este un curs de apă, afluent al râului Geoagiu. 

## Imagini

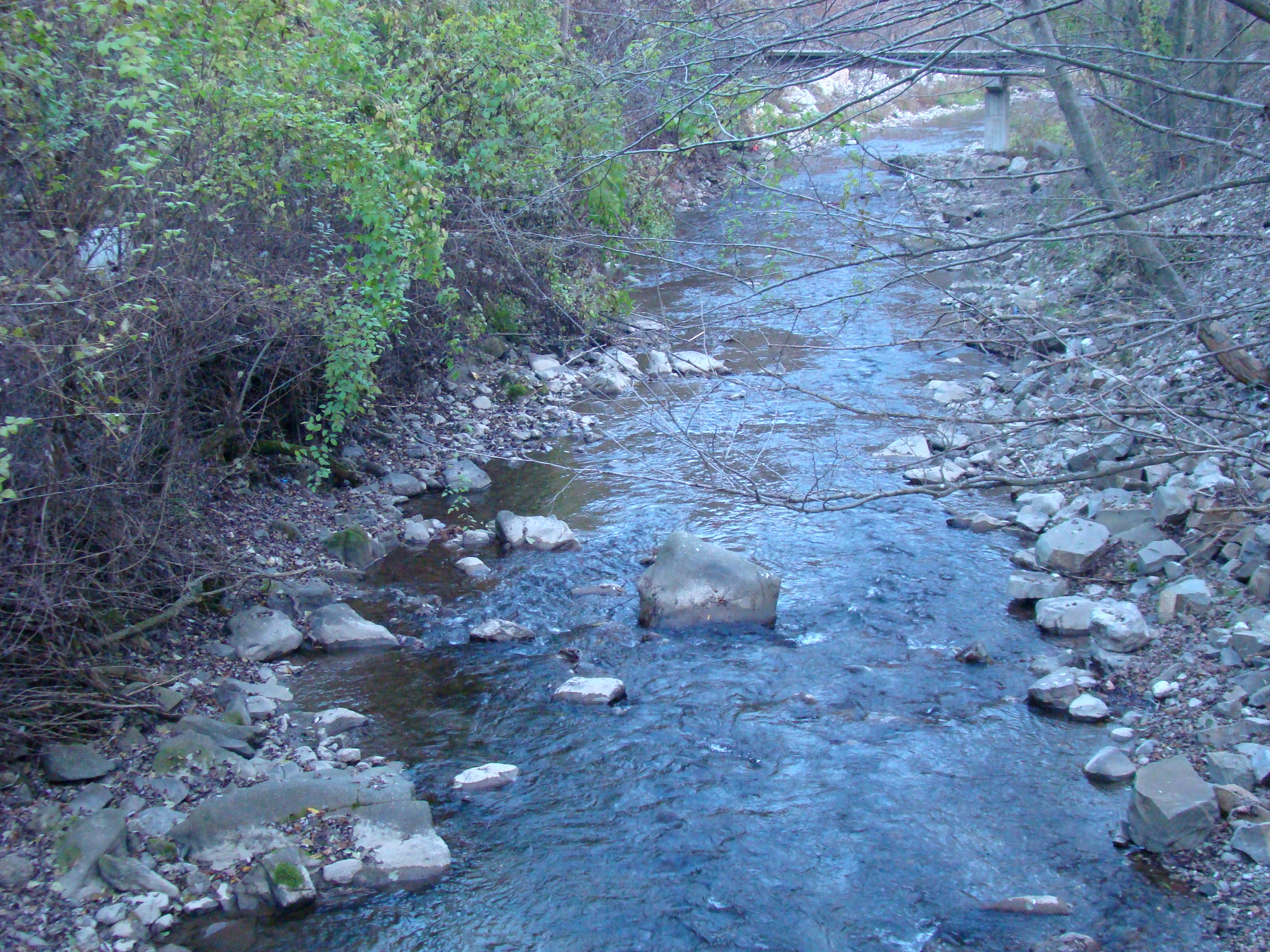

## Hărți
- Harta Munții Apuseni
- Harta Județul Alba
- Harta Munții Trascău  Arhivat în 11 octombrie 2008, la Wayback Machine.